# Inés Beatriz Lotto de Vecchietti
Inés Beatriz Lotto (General Manuel Belgrano, 1 de enero de 1953) es una política y Contadora Pública que se desempeñó como Diputada nacional por la provincia de Formosa. Anteriormente ocupaba el cargo de Ministra de hacienda y finanza de la provincia de Formosa

## Reseña biográfica
Nació en la provincia de Formosa, el 1 de enero de 1953. Siendo la tercera de once hermanos, cursó sus estudios secundarios en la ciudad de Clorinda en el colegio Santa catalina Labouré donde terminó sus estudios de Bachiller y en la Escuela Nacional de Comercio donde se recibió de Perito Mercantil con el mejor promedio en ambas modalidades lo que le valió la entrega de una medalla de oro en reconocimiento. Continuó sus estudios en el Instituto Universitario de Formosa, dependiente de la Universidad Nacional del Nordeste, obteniendo el título de Contadora Pública en el año 1977.
Se desempeñó como ministra de hacienda y finanzas de la provincia de Formosa desde el año 2005 al 2011 en el que asume su primer mandato como diputada nacional, cargo que renueva por otro periodo en el año 2015. Actualmente ocupa el cargo de Diputada Provincial en la legislatura de Formosa (2019-2023).